# Інститут Руссо

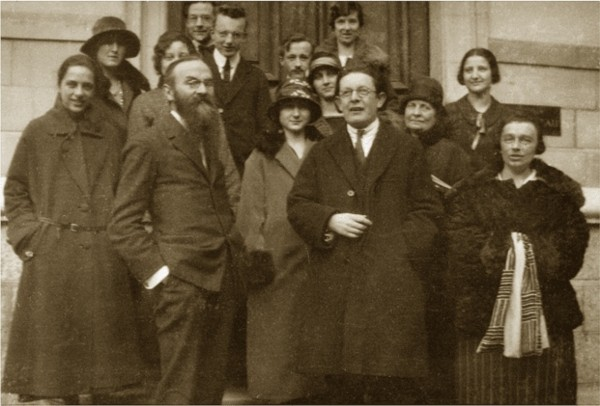
Інститут Руссо

Інститут Руссо (також відомий як Інститут Жана-Жака Руссо або Академія Женеви; фр. Académie De Genève або Institut Jean-Jacques Rousseau) — приватна школа в Женеві, Швейцарія . Він вважається першим інститутом наук про освіту, заснованим у Європі, коли він відкрився та здобув міжнародний вплив як засновник наукового підходу до явищ освіти. Він став частиною Женевського університету (факультет психології та педагогічна школа).

## Історія
У 1912 році Едуард Клапаред (1873—1940) створив інститут для перетворення теорії освіти на науку. Ця нова інституція отримала ім'я Жан-Жака Руссо, якому Клапаред приписував «коперніканську зміну» постановки дитини, а не вчителя, у центр навчального процесу (пор. поняття Томаса Куна про зміну парадигми).
Засновник Інституту призначив директором П'єра Бове (1878—1965), якого він вважав як філософом, так і науковцем. Між 1921 і 1925 роками Жан Піаже (1896—1980) перебрав кермо управління, незабаром принісши женевській експериментальній психології її далекосяжну славу. За словами Піаже, після прибуття в Інститут він прийшов, щоб організувати своє дослідження таким чином, щоб він «отримав об'єктивні та індуктивні знання про елементарні структури інтелекту» та використав їх для розробки психологічної та біологічної епістемології. Проте, на жаль Піаже, його теоретична робота не була настільки успішною. Він був директором Інституту до своєї смерті в 1980 році.
У своєму панегіричному слові на похоронах Клапареда Бове підкреслив глибоку прихильність свого друга до Женеви та широкий міжнародний вплив, швидко досягнутий інститутом, який він створив; коротше кажучи, його здатність бути водночас місцевою землею і великим світом.

## Зв'язок з Міжнародним бюро освіти (IBE)
У 1925 році керівна рада Інституту Руссо проголосувала за створення Міжнародного бюро освіти (IBE), яке зараз є інститутом категорії 1 ЮНЕСКО. Керівна рада отримала грант у розмірі 5000 доларів від Фонду Рокфеллера на заснування IBE. Директор Інституту Руссо П'єр Бове став першим директором IBE, а члени правління Адольф Фер'єр та Елізабет Роттен були призначені його заступниками.